# Don't Give Up (Chicane)
Don't Give Up è una canzone del produttore discografico Chicane, alias Nick Bracegirdle, con la parte vocale registrata dal cantante canadese Bryan Adams.
È stato pubblicato come singolo nel 2000 e ha raggiunto la vetta della classifica dei singoli britannica diventando molto popolare nei nightclub in Europa e Nord America.

## Descrizione
La collaborazione fra Bryan Adams e Chicane era cominciata nel 1999, quando Adams aveva contattato il musicista per arrangiare un remix di Cloud Number Nine, quarto singolo dell'album On a Day Like Today. Il remix che fu realizzato da Chicane fu pubblicato dall'etichetta di Adams come disco singolo, ottenendo anche un notevole successo commerciale. I due in quell'occasione strinsero anche un rapporto di amicizia.
In seguito, avendo scritto la musica per Don't Give Up, Chicane fece sentire la canzone ad Adams, mentre cercava un cantante. Adams accettò di cantare il brano, e si prese anche il compito di scrivergli il testo.

## Riedizione del 2004
Nel 2004, in seguito all'abbandono della Xtravaganza da parte di Bracegirdle, l'etichetta ha pubblicato Don't Give Up 2004, un singolo contenente due remix realizzati da Alex Gold, fondatore dell'etichetta e da Agnelli & Nelson, il singolo arriva al numero nella classifica Inglese, il successo è un po' inaspettato.

## Tracce
CD-Promo
1. Don't Give Up - 3:42

CD-Single
1. Don't Give Up (Original Radio Edit)
2. Don't Give Up (Disco Citizens vs. Tomski Remix)

CD-Maxi
1. Don't Give Up (Original Radio Edit) - 3:42
2. Don't Give Up (Original Mix) - 8:37
3. Don't Give Up (Disco Citizens vs. Tomski Remix) - 7:30

## Classifiche
| Classifica (2000)             | Posizione massima |
| ----------------------------- | ----------------- |
| Australia                     | 6                 |
| Belgio (Fiandre)              | 17                |
| Belgio (Vallonia)             | 18                |
| Finlandia                     | 8                 |
| Francia                       | 43                |
| Italia                        | 20                |
| Norvegia                      | 6                 |
| Nuova Zelanda                 | 14                |
| Paesi Bassi                   | 21                |
| Regno Unito                   | 1                 |
| Stati Uniti (dance club play) | 3                 |
| Svezia                        | 51                |
| Svizzera                      | 42                |